# Sangha (Mali)
Pour les articles homonymes, voir Sangha.
Sangha est une ville et une  commune malienne, chef-lieu de cercle, dans la région de Bandiagara. La commune a pour chef-lieu la localité de Sangha Ogol Leye.

## Géographie et population

Carte communale

En 2009, lors du 4e recensement, la commune comptait 30 798 habitants.
La ville, au bord du plateau, regroupe 10 villages rapprochés de 11 467 habitants. et est considérée comme la capitale culturelle du pays dogon. En plus de ces 10 villages groupés , il y a aussi 6 villages isolés sur le plateau rocheux ainsi que 44 villages sur la falaise et dans la plaine.
Le village est constitué de 13 quartiers, tels que « Ogol-du-haut » et « Ogol-du-bas ».

## Histoire
En 2023, la localité est soustraite du cercle de Bandiagara et érigée au chef-lieu de cercle. La commune qui compte 57 localités lors du recensement de 2009 et démembrée en deux communes en 2023, pour former la nouvelle commune rurale de Iréli qui regroupe 34 localités, la commune de Sangha conserve 22 localités.

## Administration
| Année | Maire élu      | Parti politique |
| ----- | -------------- | --------------- |
| 2004  | Daniel Guirou  | US-RDA          |
| 2009  | Ali Inogo Dolo | Adéma-Pasj      |

## Villages
La commune s'étend sur 57 localités relevées lors du recensement général de 2009. 
Les villages les plus peuplés sont :
- Tereli (2 362 habitants), versé dans la commune rurale de Iréli en 2023.
- Sangha Ogol Leye (2 300 habitants)
- Sono (2 006 habitants), versé dans la commune rurale de Iréli en 2023.

## Économie
Depuis Bandiagara une piste, assez défoncée, mène au petit village de Sangha qui vit essentiellement de la culture de l'oignon.
Un hôtel accueille les touristes, ressource autrefois importante, qui viennent pour descendre la falaise où se trouvent les différents villages typiques dogons de la commune de Sangha (Ibi, Nini, Youga, Tireli, Yayé, Banani, Gogoli et Bongo).

## Culture
Haut lieu de la culture dogon, Sangha fut étudiée notamment par les ethnologues Marcel Griaule, Germaine Dieterlen, Geneviève Calame-Griaule, voire mise en scène par la romancière Catherine Clément.
- Les rites, danses et masques dogons.
- Dans le cadre de son travail sur les Dogons, au cours des années 1930, l'ethnologue français Marcel Griaule effectue de nombreux séjours à Sangha. Sa fille aînée, Geneviève Calame-Griaule, y poursuit également des recherches[7].

- Une partie du film de Souleymane Cissé, Yeelen, a été tournée à Sangha.

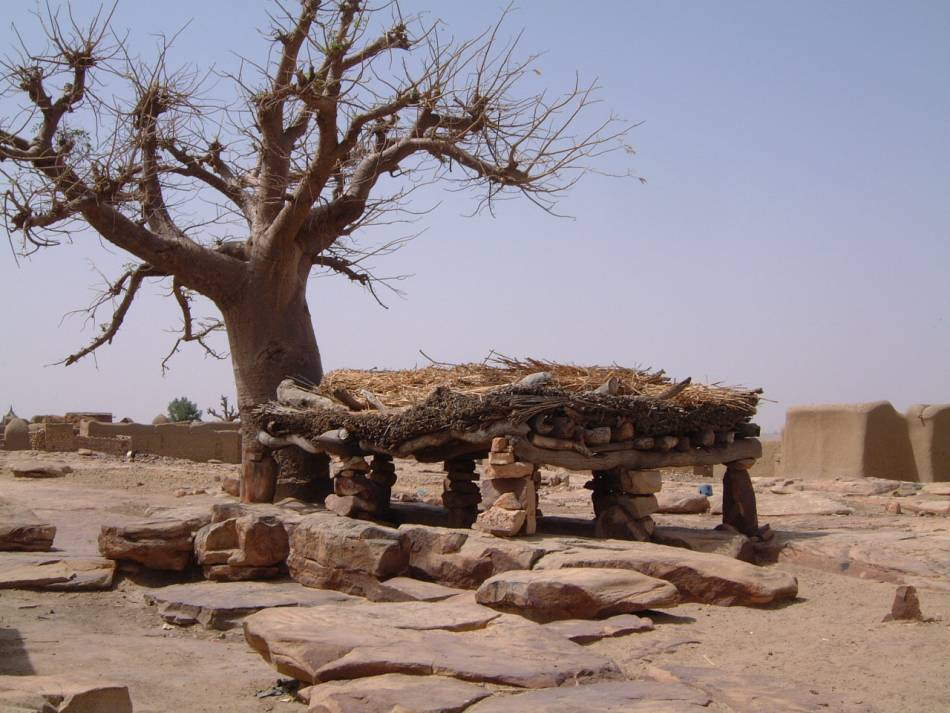
Une togouna à Sangha, 2006
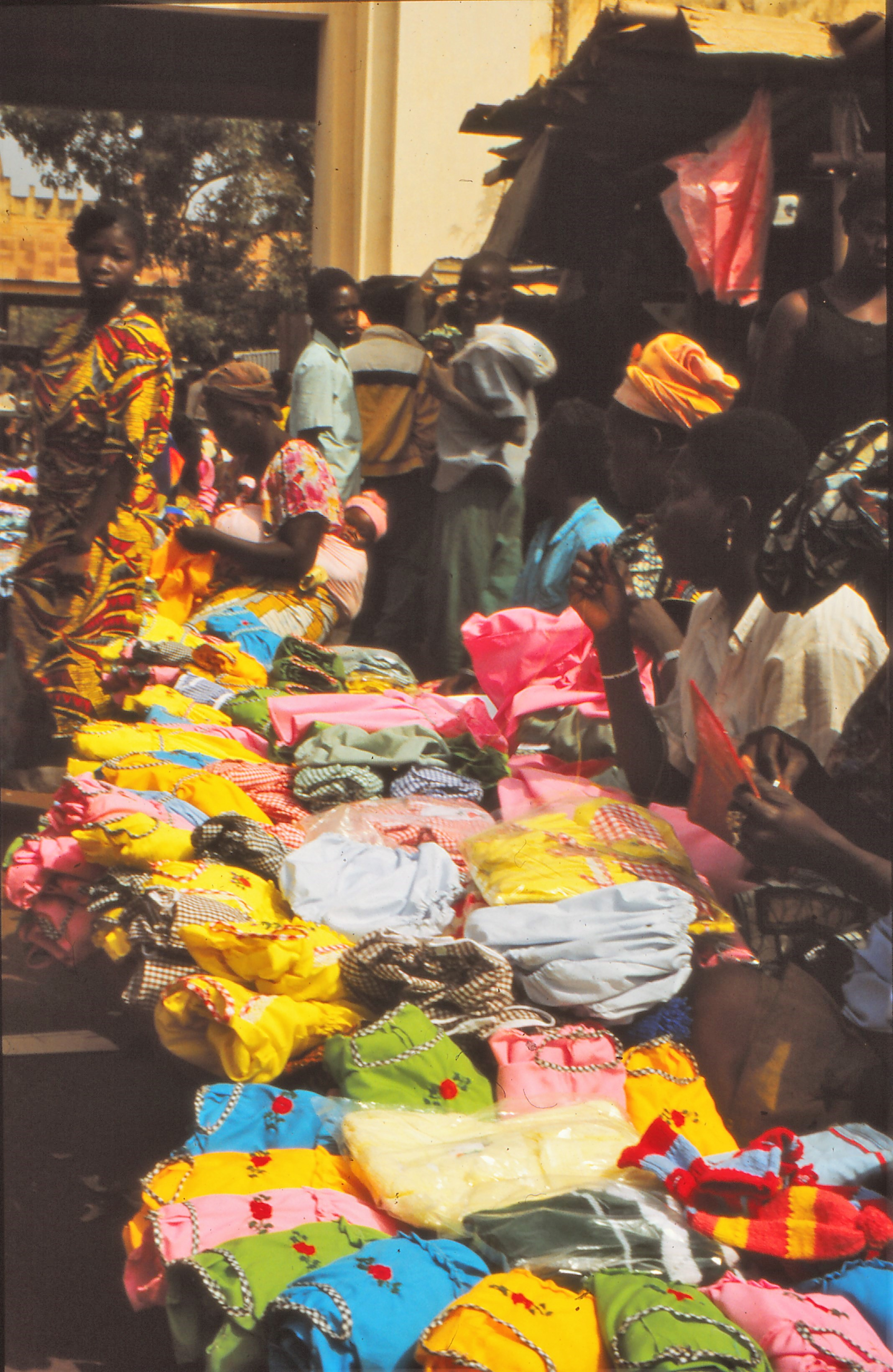
Vêtements multicolores sur le marché de Sangha, 1992
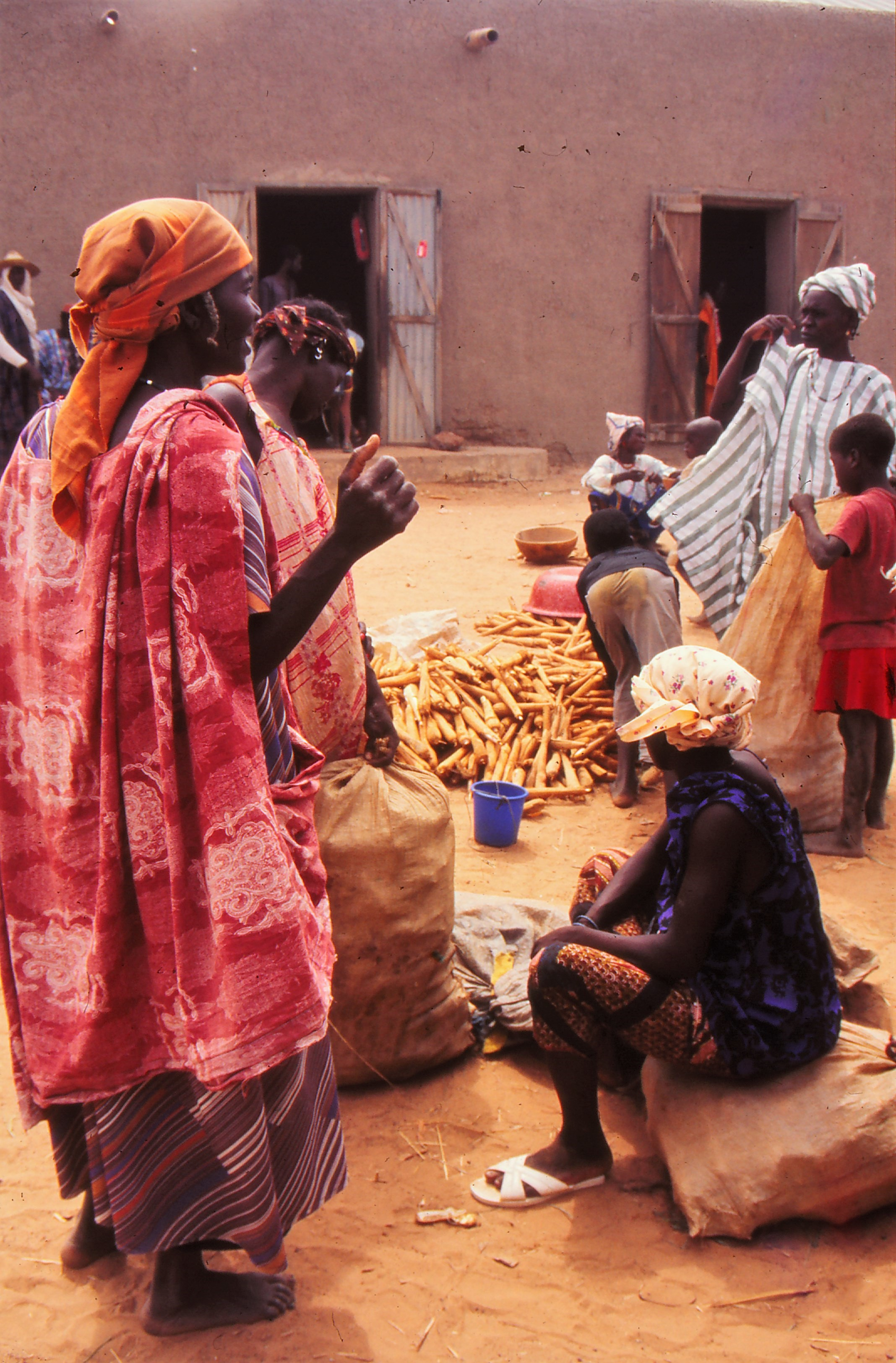
Femmes avec des enfants et des racines de manioc au marché de Sangha, 1992
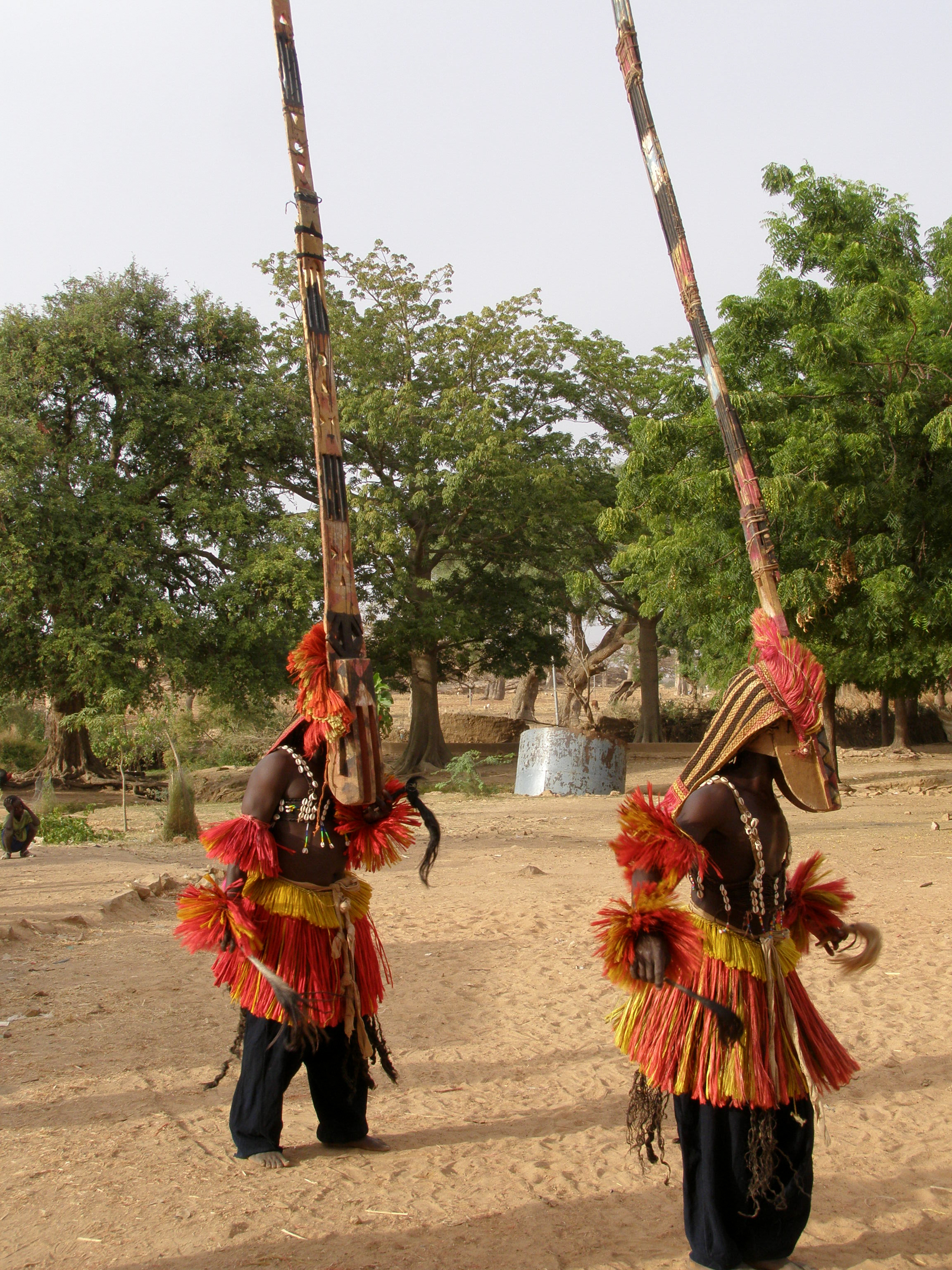
Masques Sirigé lors de la danse des masques au village de Sangha, 2007
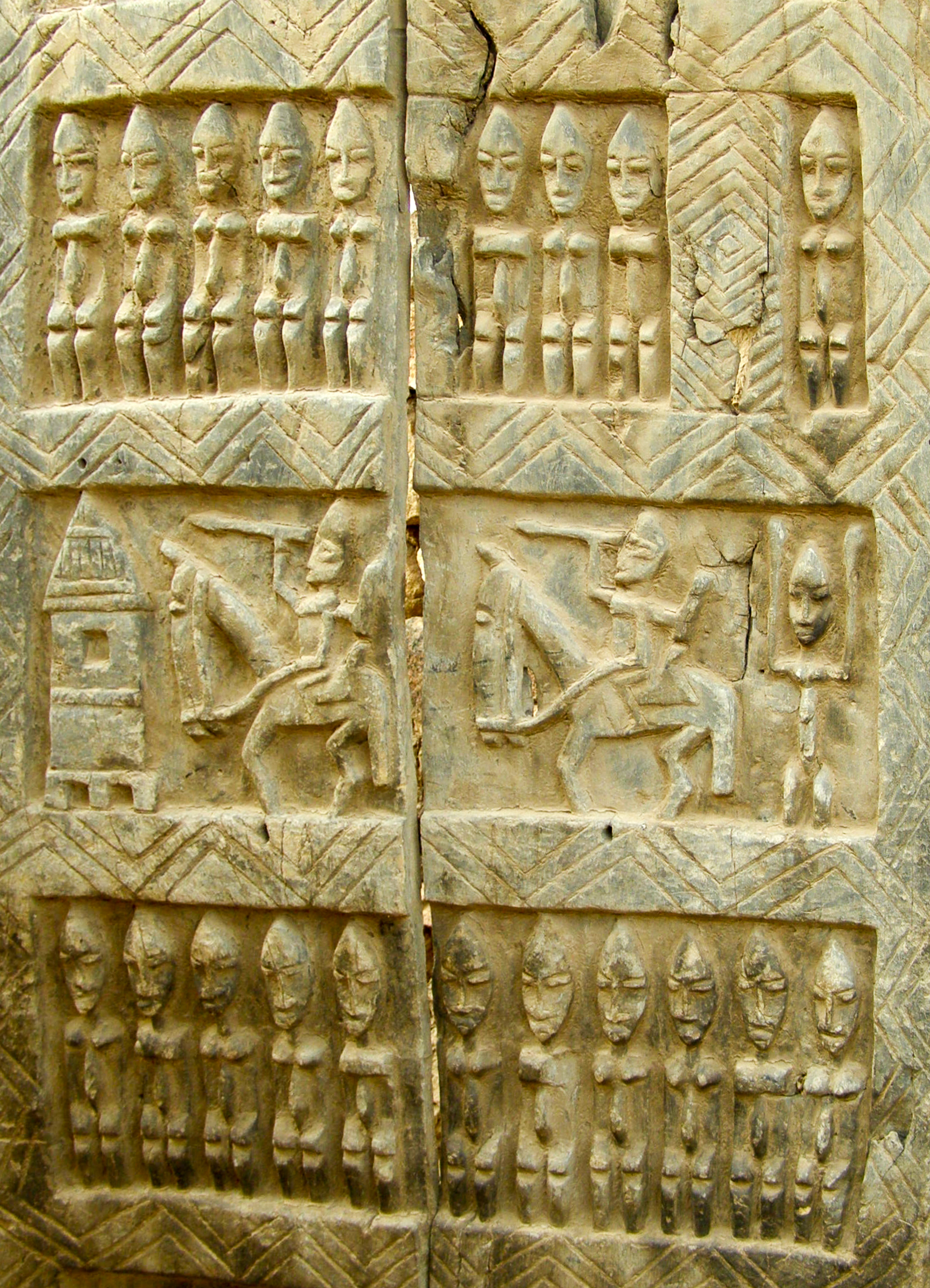
Porte de la case du Hogon du village de Sangha - Quartier de Ogol, 2007

## Jumelages
- Allonnes (Sarthe) (France).